# El arriero va
«El arriero va» o «El arriero» es una zamba  de protesta argentina. Escrita por Atahualpa Yupanqui, es conocida sobre todo por su estribillo: «Las penas son de nosotros, las vaquitas son ajenas», que se convirtió un lema de protesta contra la desigualdad social.
Se convirtió desde su publicación en un himno popular y ha sido versionada por una gran cantidad de artistas.

## Origen

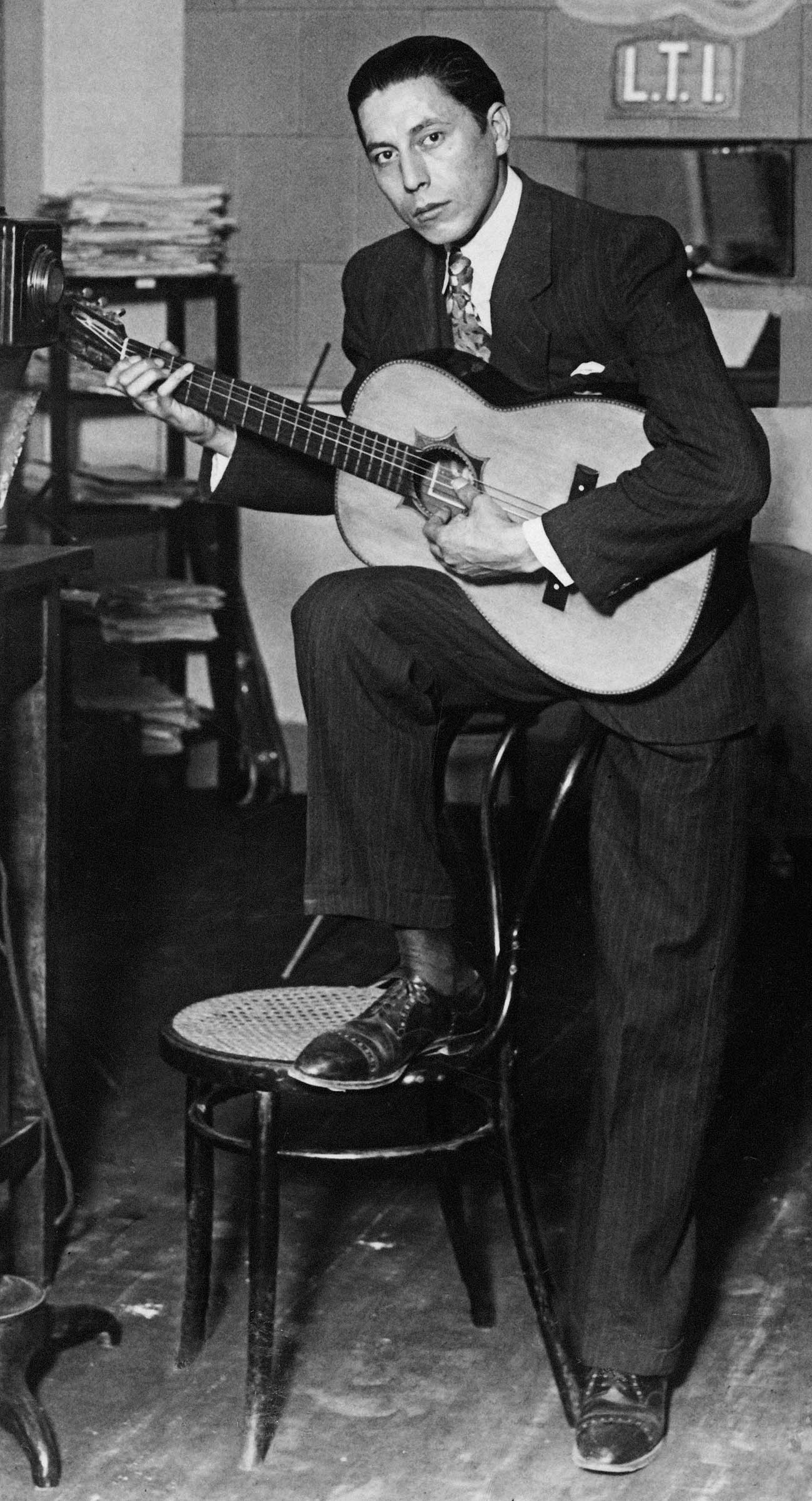
Atahualpa Yupanqui en 1934

Los arrieros eran personas encargadas de transportar mercancías y ganado, sobre todo en los tiempos cuando el noroeste de Argentina aún no estaba conectado  con la línea férrea al Puerto de Buenos Aires, y más tarde de las zonas aisladas de las provincias a sus centros.
La canción fue escrita y grabada la primera vez el 27 de diciembre de 1944 por Atahualpa Yupanqui y fue compuesta probablemente por su pareja Antonietta Paule Pepin Fitzpatrick, conocida como Nenette y en su seudónimo Pablo del Cerro, a pesar de que muchas veces la melodía está atribuida a él.
La inspiración del verso «Las penas son de nosotros, las vaquitas son ajenas» del estribillo de la canción está atribuida al arriero Antonio Fernández, conocido como Don Anto, que dijo a Yupanqui «Ajenas culpas pagando y ajenas vacas arreando» en relación con sus tareas que le evitaron de sumarse al almuerzo; en Anta, sureste de Salta, Argentina.
Fue a raíz de esta y las canciones de esa época que Atahualpa Yupanqui empezó a ganar popularidad. La canción ha sido considerada un cambio de paradigma en el folclore argentino, debido a la manera en que representó la realidad del campo, pasando de un enfoque paisajista a uno subjetivo.

## Terminología
- Flauta: caña alta y gruesa [7]
- Pajonal: terreno cubierto de pajón o caña alta y gruesa  de las residuos que quedan de la cosecha [7]
- Guapear: obrar con guapeza o con bizarría, alardear [7]
- Degüello: acción de degollar (como si el sol fue degollado al atardecer) [8]
- Amalhaya: ojalá [7]

## Versiones
La versión original es de Atahualpa Yupanqui. Sin embargo, han sido muchos los artistas que han hecho sus propias versiones. Entre ellos se encuentran Los Chalchaleros, Chaqueño Palavecino, Los Nocheros, Los Cantores de Quilla Huasi, Horacio Guarany, Jairo, Hugo del Carril o Divididos.